# Marlon Beresford
Marlon Beresford, angleški nogometaš, * 2. september 1969, Lincoln, Lincolnshire, Anglija, Združeno kraljestvo.
Beresford je nekdanji nogometni vratar, igral je za večje število britanskih klubov.